# 5984 Лісіпп
5984 Лісіпп (5984 Lysippus) — астероїд головного поясу, відкритий 16 жовтня 1977 року.
Тіссеранів параметр щодо Юпітера — 3,523.